# Canoa/kayak ai Giochi della XXX Olimpiade - K2 500 metri femminile
La gara di velocità K2, 500 metri, per Londra 2012 si è svolta al Dorney Lake dal 7 al 9 agosto 2012.

## Regolamento della competizione
La competizione prevede batterie di qualificazione, due semifinali e due finali. I primi cinque classificati e il miglior sesto nelle batterie di qualificazione accedono alle semifinali. I primi quattro equipaggi in ciascuna semifinale accedono poi alla finale A; nel corso della finale A si compete per le medaglie.
Gli equipaggi rimanenti di ciascuna semifinale vengono ammessi alla finale B al solo scopo di definire i piazzamenti.

## Programma
| Data                  | Ora         | Round               |
| --------------------- | ----------- | ------------------- |
| Martedì 7 agosto 2012 | 10:28 11:30 | Batterie Semifinali |
| Giovedì 9 agosto 2012 | 10:35       | Finale              |

## Risultati

### Batterie

#### Batteria 1
| Pos. | Atleta                           | Paese         | Tempo    | Note |
| ---- | -------------------------------- | ------------- | -------- | ---- |
| 1    | Josefin Nordlöw Karin Johansson  | Svezia        | 1'44"436 | Q    |
| 2    | Natalja Lobova Vera Sobetova     | Russia        | 1'45"710 | Q    |
| 3    | Iuliana Paleu Irina Lauric       | Romania       | 1'46"001 | Q    |
| 4    | Naomi Flood Lyndsie Fogarty      | Australia     | 1'46"554 | Q    |
| 5    | Abigail Edmonds Louisa Sawers    | Gran Bretagna | 1'46"564 | Q    |
| 6    | Yulitza Meneses Dayexi Gandarela | Cuba          | 1'56"741 | q    |

#### Batteria 2
| Pos. | Atleta                             | Paese       | Tempo    | Note |
| ---- | ---------------------------------- | ----------- | -------- | ---- |
| 1    | Wu Yanan Zhou Yu                   | Cina        | 1'43"448 | Q    |
| 2    | Franziska Weber Tina Dietze        | Germania    | 1'44"195 | Q    |
| 3    | Nikolina Moldovan Olivera Moldovan | Serbia      | 1'44"335 | Q    |
| 4    | Vol'ha Chudźenka Mar'ina Paŭtaran  | Bielorussia | 1'44"568 | Q    |
| 5    | Ivana Kmeťová Martina Kohlová      | Slovacchia  | 1'45"073 | Q    |
| 6    | Shinobu Kitamoto Asumi Ohmura      | Giappone    | 1'47"323 |      |

#### Batteria 3
| Pos. | Atleta                            | Paese         | Tempo    | Note |
| ---- | --------------------------------- | ------------- | -------- | ---- |
| 1    | Katalin Kovács Nataša Dušev-Janić | Ungheria      | 1'43"984 | Q    |
| 2    | Joana Vasconcelos Beatriz Gomes   | Portogallo    | 1'44"660 | Q    |
| 3    | Lisa Carrington Erin Taylor       | Nuova Zelanda | 1'44"870 | Q    |
| 4    | Yvonne Schuring Viktoria Schwarz  | Austria       | 1'46"374 | Q    |
| 5    | Karolina Naja Beata Mikołajczyk   | Polonia       | 1'48"271 | Q    |

### Semifinali

#### Semifinale 1
| Pos. | Atleta                            | Paese         | Tempo    | Note |
| ---- | --------------------------------- | ------------- | -------- | ---- |
| 1    | Franziska Weber Tina Dietze       | Germania      | 1'41"543 | Q    |
| 2    | Katalin Kovács Nataša Dušev-Janić | Ungheria      | 1'41"613 | Q    |
| 3    | Karolina Naja Beata Mikołajczyk   | Polonia       | 1'41"873 | Q    |
| 4    | Lisa Carrington Erin Taylor       | Nuova Zelanda | 1'42"764 | Q    |
| 5    | Vol'ha Chudźenka Mar'ina Paŭtaran | Bielorussia   | 1'43"152 |      |
| 6    | Josefin Nordlöw Karin Johansson   | Svezia        | 1'44"025 |      |
| 7    | Abigail Edmonds Louisa Sawers     | Gran Bretagna | 1'46"025 |      |
| 8    | Iuliana Paleu Irina Lauric        | Romania       | 1'49"216 |      |

#### Semifinale 2
| Pos. | Atleta                             | Paese      | Tempo    | Note |
| ---- | ---------------------------------- | ---------- | -------- | ---- |
| 1    | Wu Yanan Zhou Yu                   | Cina       | 1'41"863 | Q    |
| 2    | Yvonne Schuring Viktoria Schwarz   | Austria    | 1'42"317 | Q    |
| 3    | Joana Vasconcelos Beatriz Gomes    | Portogallo | 1'43"305 | Q    |
| 4    | Nikolina Moldovan Olivera Moldovan | Serbia     | 1'43"586 | Q    |
| 5    | Ivana Kmeťová Martina Kohlová      | Slovacchia | 1'43"653 |      |
| 6    | Natalja Lobova Vera Sobetova       | Russia     | 1'44"660 |      |
| 7    | Naomi Flood Lyndsie Fogarty        | Australia  | 1'45"372 |      |
| 8    | Yulitza Meneses Dayexi Gandarela   | Cuba       | 1'51"428 |      |

### Finali

#### Finale B
| Pos. | Atleta                            | Paese         | Tempo    | Note |
| ---- | --------------------------------- | ------------- | -------- | ---- |
| 1    | Vol'ha Chudźenka Mar'ina Paŭtaran | Bielorussia   | 1'44"407 |      |
| 2    | Josefin Nordlöw Karin Johansson   | Svezia        | 1'45"367 |      |
| 3    | Abigail Edmonds Louisa Sawers     | Gran Bretagna | 1'46"341 |      |
| 4    | Naomi Flood Lyndsie Fogarty       | Australia     | 1'47"650 |      |
| 5    | Ivana Kmeťová Martina Kohlová     | Slovacchia    | 1'47"683 |      |
| 6    | Yulitza Meneses Dayexi Gandarela  | Cuba          | 1'50"124 |      |
| 7    | Natalja Lobova Vera Sobetova      | Russia        | 1'52"277 |      |
| 8    | Iuliana Paleu Irina Lauric        | Romania       | 1'52"468 |      |

#### Finale A
| Pos. | Atleta                             | Paese         | Tempo    | Note |
| ---- | ---------------------------------- | ------------- | -------- | ---- |
|      | Franziska Weber Tina Dietze        | Germania      | 1'42"213 |      |
|      | Katalin Kovács Nataša Dušev-Janić  | Ungheria      | 1'43"278 |      |
|      | Karolina Naja Beata Mikołajczyk    | Polonia       | 1'44"000 |      |
| 4    | Wu Yanan Zhou Yu                   | Cina          | 1'44"136 |      |
| 5    | Yvonne Schuring Viktoria Schwarz   | Austria       | 1'44"785 |      |
| 6    | Joana Vasconcelos Beatriz Gomes    | Portogallo    | 1'44"924 |      |
| 7    | Lisa Carrington Erin Taylor        | Nuova Zelanda | 1'46"290 |      |
| 8    | Nikolina Moldovan Olivera Moldovan | Serbia        | 1'48"941 |      |